# NGC 2660
NGC 2660 je otvoreni skup u zviježđu Jedru. 

## Vanjske poveznice
- SEDS: NGC 2660